# Шоу Елен Дедженерес
«Шоу Елен Дедженерес» (англ. The Ellen DeGeneres Show) — американське телешоу в жанрі ток-шоу. Ведуча шоу — акторка й комедіантка Еллен Дедженерес.

## Історія
У вересні 2003 року Елен Дедженерес стала ведучою власного денного ток-шоу «Шоу Елен Дедженерес». Серед великої кількості ток-шоу, ведучими яких були такі знаменитості, як Шерон Осборн і Рита Раднер, шоу Елен отримало дуже високі рейтинги і позитивні рецензії критики.
Перший же сезон шоу був номінований на 11 нагород «Еммі» і виграв 4 з них, зокрема нагороду «Найкраще ток-шоу». Перші три сезони шоу в цілому отримали 25 нагород «Еммі».
Дедженерес відома тим, що танцює і співає з аудиторією на початку шоу і під час рекламних перерв. Також, завдяки спонсорам, вона часто роздає призи та безкоштовні поїздки людям з аудиторії.
У лютому 2006 року Дедженерес відсвяткувала на ток-шоу ювілейну дату — 30 років з моменту закінчення школи, запросивши до студії всіх випускників свого року.
У травні 2006 року Дедженерес влаштувала сюрприз, з'явившись на видачу дипломів Університету Талейн. Вона вийшла на сцену слідом за Джорджем Бушем-молодшим і Біллом Клінтоном, одягнена у банний халат і пухнасті капці і сказала: «Мене попередили, що тут всі будуть у мантіях» (в англійській мові слово «robe» має кілька значень, у тому числі «халат» і «мантія»).
У травні 2007 року Еллен Дедженерес прописали постільний режим через розірвану зв'язку у спині. Але вона продовжила вести ток-шоу, лежачи на лікарняному ліжку з медсестрою під боком, пояснюючи: «Ну, як кажуть, шоу має тривати». Гості ток-шоу також сиділи на лікарняних ліжках.
1 травня 2009 року Дедженерес відсвяткувала 1000-й вихід в ефір свого ток-шоу, запросивши у гості серед інших таких зірок, як Опра Вінфрі, Джастін Тімберлейк і Періс Гілтон.